# Thonne-la-Long
Thonne-la-Long is een gemeente in het Franse departement Meuse (regio Grand Est) en telt 181 inwoners (1999). De plaats maakt deel uit van het arrondissement Verdun en ligt aan de Thonne.

## Geografie
| Aangrenzende gemeenten | Aangrenzende gemeenten | Aangrenzende gemeenten | Aangrenzende gemeenten | Aangrenzende gemeenten |
| ---------------------- | ---------------------- | ---------------------- | ---------------------- | ---------------------- |
| Breux                  |                        |                        |                        | Meix- dt-Virton (B)    |
|                        |                        |                        |                        |                        |
| Avioth                 | Rouvroy (B)            |                        |                        |                        |
|                        |                        |                        |                        |                        |
| Montmédy               |                        | Verneuil-Petit         |                        |                        |

De onderstaande kaart toont de ligging van Thonne-la-Long met de belangrijkste infrastructuur en aangrenzende gemeenten.

## Demografie
Onderstaande figuur toont het verloop van het inwonertal (bron: INSEE-tellingen).